# لورا كيلي
لورا كيلي (بالإنجليزية: Laura Michelle Kelly)‏ (و. 1981 – م) هي ممثلة، ومغنية، من المملكة المتحدة.

## جوائز
حصلت على جوائز منها:
- جائزة لورنس أوليفيه.

## وصلات خارجية
- لورا كيلي على موقع IMDb (الإنجليزية)
- لورا كيلي على موقع ألو سيني (الفرنسية)
- لورا كيلي على موقع ميوزك برينز (الإنجليزية)
- لورا كيلي على موقع أول موفي (الإنجليزية)
- لورا كيلي على موقع قاعدة بيانات برودواي على الإنترنت (الإنجليزية)
- لورا كيلي على موقع قاعدة بيانات الأفلام السويدية (السويدية)
- لورا كيلي على موقع ديسكوغز (الإنجليزية)
- لورا كيلي على موقع قاعدة بيانات الفيلم (الإنجليزية)
- لورا كيلي على موقع كينوبويسك (الروسية)